# La Garduña
La Garduña va ser suposadament una societat secreta criminal o grup de crim organitzat que hauria operat a Espanya des de mitjans del segle xv fins al segle xix. No obstant això, les fonts que en parlen són molt discutides i la mateixa existència d'aquesta societat és qüestionada per diversos historiadors moderns, atès que només es compta amb testimonis literaris.

## Origen

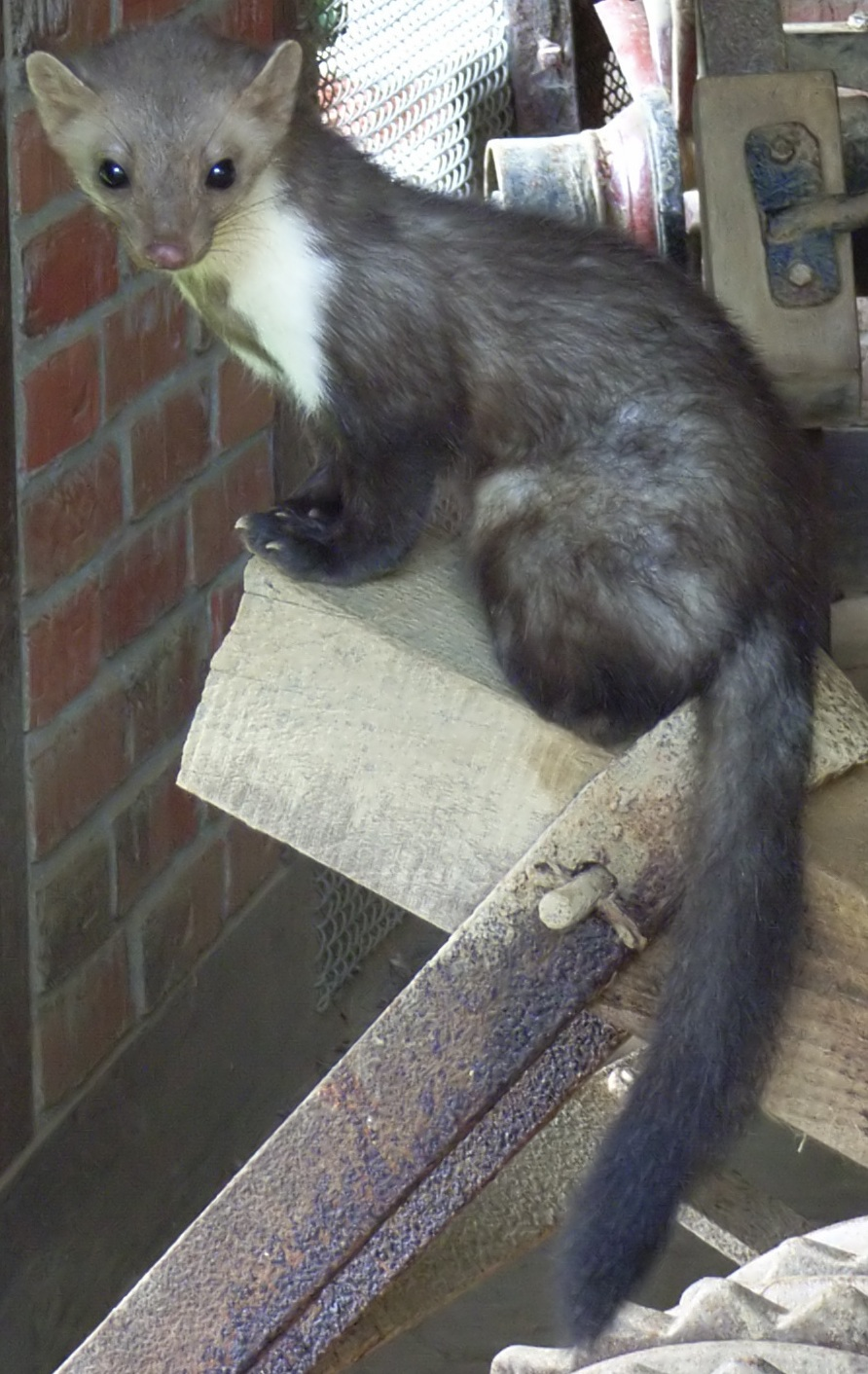
Una fagina (Martes foina)

Pren el seu nom del sigil·lós animal depredador nocturn d'excel·lent vista, oïda i olfacte, la fagina (Martes foina), «garduña» en castellà. Hauria nascut en el context de les germanies o fraternitats criminals, sovint organitzades prenent l'estructura d'una confraria religiosa, desenvolupant un poder, extensió i complexitat organitzativa comparables als de les grans màfies modernes. S'ha suggerit fins i tot que La Garduña va ser l'origen de moltes societats criminals posteriors, com la Camorra napolitana, basant-se en el fet que va néixer al meitat del segle XV en una època en què Nàpols i els seus territoris pertanyien a la branca Napolitana de la Corona d'Aragó.
El mot apareix amb el seu significat delicuencial al Tesoro de la Lengua de la Lengua Castellana o española (Tresor de la Llengua de la Llengua Castellana o espanyola, 1673) de Sebastián de Covarrubias. No és l'únic lloc. Als Avisos de Jerónimo de Barrionuevo de 1658 es llegeix que un cotxer era «dels de La Garduña», és a dir, pertanyent a un gremi de murris i lladres. No se solia especificar més, perquè aquest tipus d'associacions, fora de ser secretes, donaven mala fama a qui en parlava. Alonso de Castillo Solórzano, titula La garduña de Sevilla (1642) a una novel·la picaresca protagonitzada per Rufina, una lladre i estafadora professional; però al títol només es té l'animal com a prototip de l'hàbil lladre. Més centrada en l'hampa hi ha La hija de la Celestina, la ingeniosa Elena (La filla de la Celestina, la enginyosa Elena, 1612), del deixeble de Cervantes, Alonso Jerónimo de Salas Barbadillo; Elena acaba ajusticiada per les malifetes, que recorren tota l'escala criminal.
La Garduña és descrita com una societat secreta i esotèrica, amb juraments i ritus d'iniciació. S'hauria fundat a Toledo cap el 1412, a partir de diverses bandes incontrolades de lladres que extorsionaven, assaltaven i robaven les cases de musulmans i jueus, excusant-se a col·laborar amb la Inquisició o denunciant-los per després adquirir en subhasta arreglada els seus béns en connivència amb la Inquisició. Segons la llegenda, a un ermità anomenat Apolinario (posteriorment va ser canonitzat) se li va aparèixer la Mare de Déu, explicant-li que els musulmans s'havien establert a Espanya com a càstig diví perque els cristians havien deixat d'atendre les seves obligacions religioses. Així la Mare de Déu va demanar a l'ermità que reunís en nom seu persones que es deixessin guiar per la Bíblia amb l'objectiu de defensar el catolicisme. Després s'hauria desenvolupat molt a Sevilla, cap on anaven a parar les perles, gemmes, maragdes, or i plata de la recent conquerida Amèrica, amb el consegüent auge de la indústria de luxe, la banca i la criminalitat associada a la riquesa. El personatge de Monipodio a la novel·la exemplar de Cervantes Rinconete i Cortadillo (1613) estaria, doncs, inspirat en un personatge real, al qual va tenir l'oportunitat de conèixer; Cervantes va estar a la presó dues vegades.

## Estructura
La Garduña va copiar la seva estructura de la d'una confraria religiosa, per la qual cosa es considerava una germandat, en certa manera simètricament oposada a la policial Santa Hermandad (Santa Germandat). La cúpula estava formada per un directori secret d'alts protectors, als quals només tindria accés el Hermano Mayor (Germà Major) o Gran Maestre (Gran Mestre), un personatge d'alta condició social que maneja els fils i té a les seves ordres diversos capataces (capatassos). Hi havia una Garduña per cada ciutat; les més poderoses eren les de Sevilla i altres ciutats portuàries. Cada capatàs dirigia a dos tipus diferents de malfactors: els punteadores (puntejadors; principalment assassins o pinxos) i els floreadores (florejadors, principalment lladres). Per sota de cadascun d'aquests puntejadors o florejadors hi ha els postulantes (postulants), que els ajuden, recapten les contribucions i esperen assolir la posició de puntejador o florejador.
Finalment, hi ha els fuelles (manxes) o aprendices (aprenents), dels quals hi ha diversos tipus: soplones, chivatos, coberteras i sirenas. Els soplones solen ser captaires o ancians que, a manera d'observadors, poden vigilar o entrar a les cases prevalents de la seva venerable condició i així saber si mereixen ser robades o què i en quines condicions. Els chivatos solen ser persones infiltrades. Els coberteras són persones que venen mercaderia robada i les sirenas són les prostitutes, que també solen ser fonts d'informació per als delinqüents. Els membres de la societat secreta es reconeixien per tenir tres punts tatuats al palmell de la mà.

## Influència
La Garduña operaria amb gairebé total impunitat; entre els seus afiliats i col·laboradors hauria comptat amb governadors, jutges, alcaldes i fins i tot directors de presó. S'hauria dissimulat com una ordre religiosa, arrogant-se el dret diví a robar i assassinar. Treuria el seu capital humà dels marginats, galiots, soldats pobres, murris, estafadors, lladres de cavalls, seminaristes i capellans expulsats, i estudiants pobres. Com a societat esotèrica no tindria pel que sembla documents escrits ni estatuts, comunicant les normes a través de la iniciació i les posteriors elevacions de grau, i la traïció a aquestes normes no escrites es pagaria amb la vida. S'afirma que alguns membres de la germandat van ser ajusticiats per actuar sense la prèvia autorització dels mestres.
Hi ha la llegenda, divulgada per alguns cants de mala vida i ritus de la màfia calabresa, que les diferents màfies italianes van ser creades per tres cavallers espanyols (Osso, Mastrosso i Carcagnosso) de La Garduña que, al segle xv, van fugir de Toledo després de venjar amb sang l'honor ultratjat d'una germana. Els tres cavallers es van refugiar a l'illa mediterrània de Favignana, a prop de Sicília, i hi van romandre 29 anys, 11 mesos i 29 dies, temps en què van calcar les regles socials i el codi de La Garduña el qual regeix la Màfia. Posteriorment, en separar-se, cadascun va portar aquestes normes a tres llocs diferents: Osso les va difondre a Sicília (creant la Cosa Nostra), Mastrosso les va donar a conèixer a Calàbria (territori de la 'Ndrangheta) i Carcagnosso les va divulgar per la Campània (donant origen a la Camorra).

## Regles.El Libro Mayor
| Regles segons El Libro Mayor                                                                                             | Regles segons El Libro Mayor |
| --- | --- |
| Buen ojo, buen oído, buenas piernas y poca lengua.                                                                       | Bon ull, bona oïda, bones cames i poca llengua.                                                                                         |
| Recibir bajo protección a mujeres que sufran persecución por la Justicia.                                                | Rebre sota protecció dones que pateixin persecució per la Justícia.                                                                     |
| Los chivatos no podrán, en su primer año de noviciado, montar «negocios» por sí solos.                                   | Els chivatos no podran, en el primer any de noviciat, muntar «negocis» per si sols.                                                     |
| Los punteadores se encargarán de los negocios de más cuantía.                                                            | Els punteadores s'encarregaran dels negocis de més quantia.                                                                             |
| Los floreadores vivirán a costa de sus uñas con un tercio de sus negocios y dejarán algo para las ánimas del Purgatorio. | Els floreadores viuran a costa de les seves ungles amb un terç dels seus negocis i deixaran alguna cosa per a les ànimes del Purgatori. |
| Los encubridores recibirán el diez por ciento de todas las sumas.                                                        | Els encobridors rebran el deu per cent de totes les sumes.                                                                              |
| Las sirenas se quedarán los regalos de los nobles.                                                                       | Les sirenes es quedaran els regals dels nobles.                                                                                         |
| La regla máxima será: «Antes mártires que confesores».                                                                   | La regla màxima serà: «Abans màrtirs que confessors».                                                                                   |

## Judici i desaparició
Si bé la societat no tenia documents escrits, la vanitat dels seus últims Germans Majors els hauria portat a escriure l'anomenat Libro Mayor (Llibre Major) narrant les seves activitats en to heroic. El llibre hauria estat descobert el 1821 a la casa del Germà Major, Francisco Cortina, en ser aquest arrestat sota acusació d'assassinat per l'oficial de caçadors Manuel de Cuendías. No obstant això, un incendi a l'Audiència de Sevilla el 1918 va acabar amb aquest llibre i totes les proves que s'hi emmagatzemaven.
Com a conseqüència d'aquesta troballa haurien estat jutjats i executats-penjats a la plaça Major de Sevilla, el 25 de novembre de 1822 el Germà Major (gran mestre), els seus lloctinents i altres membres de La Garduña reconeguts (un total de setze).
La sort posterior d'aquesta presumpta societat secreta seria un misteri, insinuant-se un reciclatge o almenys una influència en grups com la Camorra, la Cosa Nostra o la pirateria caribenya.

## Discussió actual
Actualment hi ha un debat obert sobre si La Garduña va ser una societat real o una mera fantasia. Hi ha cert consens en el sentit que existirien algunes formes de crim organitzat, però que no passarien en extensió més enllà de les ciutats importants per formar una estructura més gran i més articulada. Així doncs, la gran durada, influència i impunitat que se li atribueix fa difícil creure que realment pogués passar per la història sense deixar restes i ni mencions. Altres organitzacions de durada similar, com les tríades xineses o la Camorra italiana, les tenen en abundància.
Encara que algunes novel·les del Segle d'Or, especialment novel·les picaresques (com Rinconete y Cortadillo de Cervantes o El Buscón de Quevedo) fan referència a societats de malfactors, aquestes no semblen ser grups d'àmbit nacional, sinó que la seva influència es troba limitada a una única ciutat.
D'altra banda, i encara que algunes fonts remeten a l'arxiu de Toledo o als judicis de Sevilla, mai no s'hi esmenten referències a documents determinats i rastrejables dins d'aquests arxius, o més aviat no s'hi ha investigat suficientment. No obstant això, s'han fet interessants estudis sobre el món criminal de la Sevilla del Segle d'Or, per exemple, Antonio Domínguez Ortiz.
Julio Caro Baroja dubta de l'existència real de la documentació esmentada pel procés sevillà del segle xix. També León Arsenal i Hipólito Sanchiz, al seu llibre Una historia de las sociedades secretas españolas (Una història de les societats secretes espanyoles), afirmen que totes les fonts sobre l'existència i història de La Garduña tenen la base en Misterios de la inquisición española y otras sociedades secretas de España (Misteris de la inquisició espanyola i altres societats secretes d'Espanya), llibre signat per Víctor de Fereal (que podria ser un pseudònim de la francesa Madame de Suberwick). Aquest llibre porta notes de Manuel de Cuendías (qui seria el mateix oficial responsable de l'arrest de l'últim Germà Major). Aquest text estaria escrit de forma novel·lada i no seria una font fiable sinó un text de propaganda anticlerical. Ambdós autors també van produir textos romàntics sobre Espanya en l'estil de la Carmen de Prosper Mérimée i diversos pamflets anticlericals. Madame de Suberwick seria així mateix un pseudònim d'una escriptora francesa desconeguda, mentre que Manuel de Cuendías sembla haver estat un liberal exaltat que també va produir el 1858 un projecte de constitució progressista per a Espanya.
La manca d'altres referències i l'escassa fiabilitat que adjudiquen a la fonamental porten Arsenal i Sanchiz a dubtar de l'existència de La Garduña.